# Katherine Routledge
Katherine Maria Routledge z domu Pease (ur. 11 sierpnia 1866 w Darlington, zm. 13 grudnia 1935) – angielska archeolożka i antropolożka, która w latach 1913–1915 zainicjowała i poprowadziła wraz z mężem pierwszą wyprawę badawczą na Wyspę Wielkanocną.

## Życiorys
Urodziła się jako drugiego dziecko Kate i Gurney'a Pease. Rodzice byli zamożnymi kwakrami z hrabstwa Durham, właścicielami kopalń, kamieniołomów i fabryk w północno-wschodniej Anglii. 
W 1891 rozpoczęła studia. W wyborze, który zaszokował jej otoczenie, wspierał ją brat Wilson. W 1895 z sukcesami ukończyła Somerville College w Oksfordzie, specjalizując się w historii nowoczesnej. Kiedy uczyła się w Oksfordzie, zainteresowała się spiritualizmem. Studiowała też psychografię. Po studiach pracowała jako nauczycielka w Darlington Training College. 
Zaangażowała się w działania Towarzystwa Kolonizacji Afryki Południowej, które wysyłało zdolne dziewczęta z dobrych rodzin do kolonii w Afryce Południowej oraz pomagało w osiedlaniu się tam samotnych pracujących kobiet. Po zakończeniu II wojny burskiej wyjechała do południowej Afryki. Jako przedstawicielka stowarzyszenia przydzielała Brytyjki do pracy w szkołach, biurach, sklepach. 
W 1906 wyszła za mąż za Williama Scoresby'ego Routledge'a, którego poznała rok wcześniej w Londynie. Rodzina Katherine nie pochwalała związku. Cztery miesiące po ślubie para zamieszkała wśród ludu Kikuyu w Brytyjskiej Afryce Wschodniej. Wrócili do Anglii wiosną 1908. 
Od dzieciństwa Routledge cierpiała na, jak to się dziś określa, paranoidalną schizofrenię. Niemniej była w stanie prowadzić badania antropologiczne. W 1924 choroba się nasiliła, przyjmując formę urojeń. Katherine odnowiła zainteresowanie spiritualizmem, co wpłynęło na pogorszenie się relacji z mężem, a małżeństwo już wcześniej nie było szczęśliwe. Na chorobę psychiczną cierpiał też brat Katherine, Harold Pease. Od 1927 małżeństwo zaczęło się rozpadać: Katherine wyrzuciła męża z domu i zmieniła zamki, nie zgadzała się na separację, którą doradzali prawnicy, nagłaśniała swoją sytuację w prasie. W 1929 została siłą umieszczona w szpitalu psychiatrycznym Ticehurst House w Sussex. Tam zmarła.

## Praca naukowa
W 1910 opublikowała z mężem książkę With A Prehistoric People zawierającą wyniki badań prowadzonych w Brytyjskiej Afryce Wschodniej. Każde wyraźnie zaznaczyło swój wkład w publikację: przygotowali osobne przedmowy i rozdziały, dokładnie opisali podział pracy. Katherine dodała własne komentarze do załączników podpisanych jej danymi, zdjęcia opatrzono inicjałami osoby, która je wykonała.
Katherine nie miała wykształcenia antropologicznego. Jesienią 1911 Robert Ranulph Marett, docent antropologii społecznej na Uniwersytecie w Oksfordzie, zaproponował jej studiowanie antropologii. Studia traktowała jako przygotowanie do naukowej ekspedycji na Wyspę Wielkanocną. Pomysł małżeństwo Routledge'ów podjęło w 1910. Wyruszyć mieli z ramienia Brytyjskiego Towarzystwa Rozwoju i Nauki (British Association for the Advancement of Science), Muzeum Brytyjskiego i Królewskiego Towarzystwa Geograficznego. Zbudowali 27-metrowy statek, zebrali załogę; przydzielono im oficera Royal Navy. W dniu 23 marca 1913 statek Mana wypłynął z Falmouth. Na Wyspę Wielkanocną przypłynął 29 marca 1914.
Routledge'owie rozbili dwa obozy: jeden w okolicy Mataveri, drugi koło kamieniołomów Rano Raraku. Badali Orongo oraz plażę Anakena. Z pomocą wyspiarza Juana Tepano Katherine prowadziła rozmowy z natywnymi mieszkańcami wyspy. Katalogowała też moai, odwiedzała starszyznę plemienną na północy Hanga Roa, nagrała legendy i historie mówione, m.in. opowieść o legendarnym wodzu Hotu Matu'a, nazwach klanów i terenów oraz piśmie rongorongo. Odkryła kulturowe związki między twórcami rzeźb moai a współczesnymi jej mieszkańcami Wyspy Wielkanocnej (wzory na posągach występowały w tatuażach mieszkańców wyspy). 
W okolicach wyspy doszło do starć pomiędzy statkami niemieckimi a brytyjskimi i francuskimi. Niebawem rozpoczęła się I wojna światowa. Małżeństwo Routledge narzekało na naruszenie neutralności wód terytorium Chile, zgłaszając ją rządowi Chile oraz brytyjskiemu konsulatowi w Santiago. Statki opuściły wody Chile. W tym czasie małżeństwo zaangażowało się w konflikt wyspiarzy o owce, występując jako mediatorzy. W sierpniu 1915 małżeństwo opuściło wyspę. Wrócili do domu przez Pitcairn i San Francisco.  
W 1919 Katherine Routledge opublikowała wyniki badań na Wyspie Wielkanocnej jako książkę The Mystery of Easter Island. Setki eksponatów przywiezionych z wyspy można oglądać do dziś w Muzeum Uniwersyteckim Historii Naturalnej im. Pitta Riversa w Oksfordzie oraz w Muzeum Brytyjskim. Mąż przekazał jej notatki Królewskiemu Towarzystwu Geograficznemu w Londynie. 
W 1924 Katherine prezentowała wyniki prac badawczych na spotkaniach towarzystw naukowych, wygłosiła odczyt dla Królewskiego Instytutu Kolonialnego pt. Podróże po morzach południowych. Zaprzestała pracy, ponieważ wówczas zaczęła nasilać się jej choroba psychiczna. 
Dekadę po śmierci Williama Routledge'a znaleziono zdjęcia z wyprawy na Wyspę Wielkanocną. W 1961 w jego domu na Cyprze odnaleziono mapy z wyprawy.

## Upamiętnienie
W 2011 w Southend Mansion (obecnie Bannatyne Hotel) w Darlington, gdzie się urodziła, zawieszono tablicę jej poświęconą, podkreślając jej zasługi na polu antropologii i archeologii.